# 1897년
1897년은 금요일로 시작하는 평년이다.

## 연호
- 조선(朝鮮) 건양(建陽) 2년
- 대한제국(大韓帝國) 광무(光武) 원년
- 청(淸) 광서(光緖) 23년
- 일본(日本) 메이지(明治) 30년
- 응우옌 왕조(阮朝) 타인타이(成泰) 9년

## 기년
- 조선(朝鮮) 고종(高宗) 34년
- 청(淸) 덕종 광서제(德宗 光緖帝) 23년
- 응우옌 왕조(阮朝) 성태제(成泰帝) 9년

## 사건
- 2월 11일 - 대한제국 고종이 재한(在韓) 제정 러시아 공사관에서 경운궁으로 환궁을 단행.
- 3월 28일 - 이탈리아 왕국에서 총선이 실시되어 역사적 좌파 진영이 최다의석수를 차지하였다.
- 6월 19일 - 한국 최초의 체육 대회가 훈련원 자리(구 동대문운동장)에서 열렸다.
- 9월 25일 - 동화약방(현 동화약품) 창립.
- 10월 1일 - 조선, 목포항을 개항하다.
- 10월 11일 - 조선, 국호를 대한제국으로 변경. (광무개혁의 시작)
- 10월 12일 - 대한제국 건국, 대한제국 고종이 초대 황제로 등극하다.
- 11월 1일 - 이탈리아 축구 클럽 유벤투스 FC 창단.
- 11월 14일 - 독일, 청나라 산둥반도 청도의 교주만을 무력으로 점령.
- 11월 20일 - 독립문 완공
- 12월 19일 - 러시아, 청나라의 뤼순커우구와 다롄시 점령.

## 문화
- 7월 10일 - 전라북도 공립소학교 개교.

## 탄생

### 1월
- 1월 4일 - 대한민국의 목사 이동욱. (~1949년)

### 2월
- 2월 9일 - 호주의 비행가 찰스 킹스퍼드 스미스. (~1935년)

### 3월
- 3월 5일 - 중화민국 장제스의 부인 쑹메이링. (~2003년)

### 4월
- 4월 10일 - 미국의 사회학자 카를 C. 짐머만. (~1983년)
- 4월 17일 - 미국의 작가, 극작가 손턴 와일더. (~1975년)
- 4월 20일 - 미국의 정치인 밀드레드 팩스턴 무디. (~1983년)
- 4월 21일 - 대한민국의 정치인 구중회. (~?)
- 4월 26일 - 미국의 운동 선수 에디 이건. (~1967년)

### 5월
- 5월 11일 - 미국의 문화인류학자 조지 머독. (~1985년)
- 5월 17일 - 노르웨이의 물리화학자 오드 하셀. (~1981년)
- 5월 19일 - 대한민국의 국어학자, 독립운동가 정인승. (~1986년)

### 6월
- 6월 7일 - 소련군인 키릴 메레츠코프. (~1968년)
- 6월 12일 - 영국의 정치인 앤서니 이든. (~1977년)
- 6월 13일 - 핀란드의 육상 선수 파보 누르미. (~1973년)
- 6월 24일 - 대한민국의 비행사 박경원. (~1933년)

### 7월
- 7월 3일 - 미국의 수학자, 필즈상 수상자 제시 더글러스. (~1965년)
- 7월 11일 - 쿠바의 어부 그레고리오 푸엔테스. (~2002년)
- 7월 14일 - 태국의 정치인 쁠랙 피분송크람. (~1964년)
- 7월 20일 - 대한민국의 독립운동가 송영근. (~1942년)
- 7월 24일 - 미국의 비행사 어밀리아 에어하트. (~1937년)
- 7월 25일 - 일제강점기의 가수 윤심덕. (~1926년)

### 8월
- 8월 24일 - 중국의 평론가, 교육가 청팡우. (~1984년)
- 8월 26일 - 대한민국의 제4대 대통령 윤보선. (~1990년)
- 8월 30일 - 대한민국의 소설가 염상섭. (~1963년)
- 8월 31일 - 미국의 배우 프레드릭 마치. (~1975년)

### 9월
- 9월 5일 - 미국의 초백세인 엘라 슐러. (~2011년)
- 9월 17일 - 중화민국의 장군 장간. (~1959년)
- 9월 19일 - 일제강점기의 연극 배우 김우진. (~1926년)
- 9월 21일 - 대한민국의 화가 이상범. (~1972년)
- 9월 25일 - 미국의 작가, 노벨 문학상 수상자 윌리엄 포크너. (~1962년)
- 9월 26일 - 제262대의 교황 교황 바오로 6세. (~1978년)

### 10월
- 10월 7일 - 미국의 이슬람 지도자 일라이저 무하마드. (~1975년)
- 10월 20일 - 대한제국의 마지막 황태자 의민태자. (~1970년)
- 10월 29일 - 나치 독일의 선전장관 요제프 괴벨스. (~1945년)

### 11월
- 11월 2일 - 스웨덴의 기상학자 야코브 비에르크네스. (~1975년)
- 11월 17일 - 스리랑카의 정치인 윌리엄 고팔라와. (~1981년)
- 11월 25일 - 일제 강점기의 독립 운동가 겸 장로교 목사 주기철. (~1944년)
- 11월 27일 - 대한민국의 정치인 유봉영. (~1985년)

### 12월
- 12월 28일 - 소련의 군인 이반 코네프. (~1973년)

### 미상
- 일제 강점기와 대한민국의 관료 이석구. (~?)
- 대한민국의 독립운동가 이낙영. (~1931년)
- 일제 강점기의 관료 이성호. (~?)

## 사망
- 2월 19일 - 독일의 수학자 카를 바이어슈트라스. (1815년~)
- 4월 3일 - 독일의 작곡가 요하네스 브람스. (1833년~)
- 12월 16일 - 프랑스의 소설가 알퐁스 도데. (1840년~)

### 미상
- 대한민국의 화가 장승업. (1843년~)

## 달력
| 1월 |    |    |    |    |    |    |
| 일  | 월 | 화 | 수 | 목 | 금 | 토 |
|     |    |    |    |    | 1  | 2  |
| 3   | 4  | 5  | 6  | 7  | 8  | 9  |
| 10  | 11 | 12 | 13 | 14 | 15 | 16 |
| 17  | 18 | 19 | 20 | 21 | 22 | 23 |
| 24  | 25 | 26 | 27 | 28 | 29 | 30 |
| 31  |    |    |    |    |    |    |

| 2월 |    |    |    |    |    |    |
| 일  | 월 | 화 | 수 | 목 | 금 | 토 |
|     | 1  | 2  | 3  | 4  | 5  | 6  |
| 7   | 8  | 9  | 10 | 11 | 12 | 13 |
| 14  | 15 | 16 | 17 | 18 | 19 | 20 |
| 21  | 22 | 23 | 24 | 25 | 26 | 27 |
| 28  |    |    |    |    |    |    |

| 3월 |    |    |    |    |    |    |
| 일  | 월 | 화 | 수 | 목 | 금 | 토 |
|     | 1  | 2  | 3  | 4  | 5  | 6  |
| 7   | 8  | 9  | 10 | 11 | 12 | 13 |
| 14  | 15 | 16 | 17 | 18 | 19 | 20 |
| 21  | 22 | 23 | 24 | 25 | 26 | 27 |
| 28  | 29 | 30 | 31 |    |    |    |

| 4월 |    |    |    |    |    |    |
| 일  | 월 | 화 | 수 | 목 | 금 | 토 |
|     |    |    |    | 1  | 2  | 3  |
| 4   | 5  | 6  | 7  | 8  | 9  | 10 |
| 11  | 12 | 13 | 14 | 15 | 16 | 17 |
| 18  | 19 | 20 | 21 | 22 | 23 | 24 |
| 25  | 26 | 27 | 28 | 29 | 30 |    |

| 5월 |    |    |    |    |    |    |
| 일  | 월 | 화 | 수 | 목 | 금 | 토 |
|     |    |    |    |    |    | 1  |
| 2   | 3  | 4  | 5  | 6  | 7  | 8  |
| 9   | 10 | 11 | 12 | 13 | 14 | 15 |
| 16  | 17 | 18 | 19 | 20 | 21 | 22 |
| 23  | 24 | 25 | 26 | 27 | 28 | 29 |
| 30  | 31 |    |    |    |    |    |

| 6월 |    |    |    |    |    |    |
| 일  | 월 | 화 | 수 | 목 | 금 | 토 |
|     |    | 1  | 2  | 3  | 4  | 5  |
| 6   | 7  | 8  | 9  | 10 | 11 | 12 |
| 13  | 14 | 15 | 16 | 17 | 18 | 19 |
| 20  | 21 | 22 | 23 | 24 | 25 | 26 |
| 27  | 28 | 29 | 30 |    |    |    |

| 7월 |    |    |    |    |    |    |
| 일  | 월 | 화 | 수 | 목 | 금 | 토 |
|     |    |    |    | 1  | 2  | 3  |
| 4   | 5  | 6  | 7  | 8  | 9  | 10 |
| 11  | 12 | 13 | 14 | 15 | 16 | 17 |
| 18  | 19 | 20 | 21 | 22 | 23 | 24 |
| 25  | 26 | 27 | 28 | 29 | 30 | 31 |

| 8월 |    |    |    |    |    |    |
| 일  | 월 | 화 | 수 | 목 | 금 | 토 |
| 1   | 2  | 3  | 4  | 5  | 6  | 7  |
| 8   | 9  | 10 | 11 | 12 | 13 | 14 |
| 15  | 16 | 17 | 18 | 19 | 20 | 21 |
| 22  | 23 | 24 | 25 | 26 | 27 | 28 |
| 29  | 30 | 31 |    |    |    |    |

| 9월 |    |    |    |    |    |    |
| 일  | 월 | 화 | 수 | 목 | 금 | 토 |
|     |    |    | 1  | 2  | 3  | 4  |
| 5   | 6  | 7  | 8  | 9  | 10 | 11 |
| 12  | 13 | 14 | 15 | 16 | 17 | 18 |
| 19  | 20 | 21 | 22 | 23 | 24 | 25 |
| 26  | 27 | 28 | 29 | 30 |    |    |

| 10월 |    |    |    |    |    |    |
| 일   | 월 | 화 | 수 | 목 | 금 | 토 |
|      |    |    |    |    | 1  | 2  |
| 3    | 4  | 5  | 6  | 7  | 8  | 9  |
| 10   | 11 | 12 | 13 | 14 | 15 | 16 |
| 17   | 18 | 19 | 20 | 21 | 22 | 23 |
| 24   | 25 | 26 | 27 | 28 | 29 | 30 |
| 31   |    |    |    |    |    |    |

| 11월 |    |    |    |    |    |    |
| 일   | 월 | 화 | 수 | 목 | 금 | 토 |
|      | 1  | 2  | 3  | 4  | 5  | 6  |
| 7    | 8  | 9  | 10 | 11 | 12 | 13 |
| 14   | 15 | 16 | 17 | 18 | 19 | 20 |
| 21   | 22 | 23 | 24 | 25 | 26 | 27 |
| 28   | 29 | 30 |    |    |    |    |

| 12월 |    |    |    |    |    |    |
| 일   | 월 | 화 | 수 | 목 | 금 | 토 |
|      |    |    | 1  | 2  | 3  | 4  |
| 5    | 6  | 7  | 8  | 9  | 10 | 11 |
| 12   | 13 | 14 | 15 | 16 | 17 | 18 |
| 19   | 20 | 21 | 22 | 23 | 24 | 25 |
| 26   | 27 | 28 | 29 | 30 | 31 |    |

### 음양력 대조 일람
| 음력월 | 월건 | 대소 | 음력 1일의 양력 월일 | 음력 1일 간지 |
| ------ | ---- | ---- | -------------------- | ------------- |
| 1월    | 임인 | 소   | 2월 2일              | 신묘          |
| 2월    | 계묘 | 대   | 3월 3일              | 경신          |
| 3월    | 갑진 | 대   | 4월 2일              | 경인          |
| 4월    | 을사 | 소   | 5월 2일              | 경신          |
| 5월    | 병오 | 대   | 5월 31일             | 기축          |
| 6월    | 정미 | 소   | 6월 30일             | 기미          |
| 7월    | 무신 | 대   | 7월 29일             | 무자          |
| 8월    | 기유 | 소   | 8월 28일             | 무오          |
| 9월    | 경술 | 대   | 9월 26일             | 정해          |
| 10월   | 신해 | 소   | 10월 26일            | 정사          |
| 11월   | 임자 | 대   | 11월 24일            | 병술          |
| 12월   | 계축 | 소   | 12월 24일            | 병진          |